# Lambis pilsbryi
Lambis pilsbryi (nomeada, em inglês, Pilsbry's spider conch) é uma espécie de molusco gastrópode marinho pertencente à família Strombidae. Foi classificada por R. Tucker Abbott em 1961 e nomeada uma subespécie de Lambis crocata (Lambis crocata pilsbryi) no texto "The genus Lambis in the Indo-Pacific", publicado em Indo-pacific Mollusca. 1(3): 147-174; sendo encontrada no Indo-Pacífico, endêmica do arquipélago das Marquesas, na Polinésia Francesa, e com sua localidade tipo em Nuku Hiva (holótipo coletado por Pere Simeon Delmas).

## Descrição da concha
Conchas chegando a 26 centímetros de comprimento, quando desenvolvidas; com superfície em tons branco-acinzentados ou amarelados e com manchas castanhas ou alaranjadas; de superfície externa esculpida com relevo de costelas em espiral e nodulosidades; dotada de 6 (e mais raramente 7) muito longas, pontudas e curvas, projeções externas, similares a chifres (3ª, 4ª e 5ª digitações retas ou apenas ligeiramente curvas), e um muito alongado canal sifonal, extremamente curvado em direção à sua abertura.

## Etimologia depilsbryi
A etimologia de pilsbryi é uma homenagem ao dr. Henry Pilsbry, ex-curador do departamento de moluscos da Academia de Ciências Naturais da Filadélfia.

## Habitat e hábitos
Lambis pilsbryi ocorre em águas rasas da zona nerítica, em bancos de coral.